# Kulalania
Kulalania is een monotypisch geslacht van spinnen uit de  familie van de Phyxelididae.

## Soort
- Kulalania antiqua Griswold, 1990